# Prodidomus maximus
Prodidomus maximus là một loài nhện trong họ Gnaphosidae.
Loài này thuộc chi Prodidomus. Prodidomus maximus được miêu tả năm 1936 bởi Lessert.